# Żarnówka Mała (Białoruś)
Żarnówka Mała (biał. Малая Жорнаўка, ros. Малая Жорновка) – wieś na Białorusi, w obwodzie grodzieńskim, w rejonie grodzieńskim, w sielsowiecie Indura.
W dwudziestoleciu międzywojennym wieś leżała w Polsce, w województwie białostockim, w powiecie grodzieńskim.
Według Powszechnego Spisu Ludności z 1921 roku ówczesny folwark zamieszkiwały 83 osoby, wszystkie były wyznania rzymskokatolickiego i zadeklarowały polską przynależność narodową. Było tu 14 budynków mieszkalnych.
Miejscowość należała do parafii rzymskokatolickiej i parafii prawosławnej w Indurze.
Podlegała pod Sąd Grodzki w Indurze i Okręgowy w Grodnie; właściwy urząd pocztowy mieścił się w Indurze.